# Sutton (Nouvelle-Zélande)
Pour les articles homonymes, voir Sutton.
Sutton est une localité située au niveau de la plaine de Strath Taieri (en), dans la partie sud de l’Île du Sud  de la Nouvelle-Zélande.

## Situation
Elle est localisée sur le trajet de la State Highway 87/SH 87 tout près du point, où elle rencontre la ligne de chemin de fer de la gorge de Taieri à quelque 5 kilomètres au sud de la ville de Middlemarch.
Le seul lac salé de la Nouvelle-Zélande nommé lac salé de Sutton (en), siège à 10 kilomètres vers l’ouest.
Sutton est aussi la localisation du «Orchard Sun Club», qui est le seul club naturiste de  Dunedin.